# Akelius

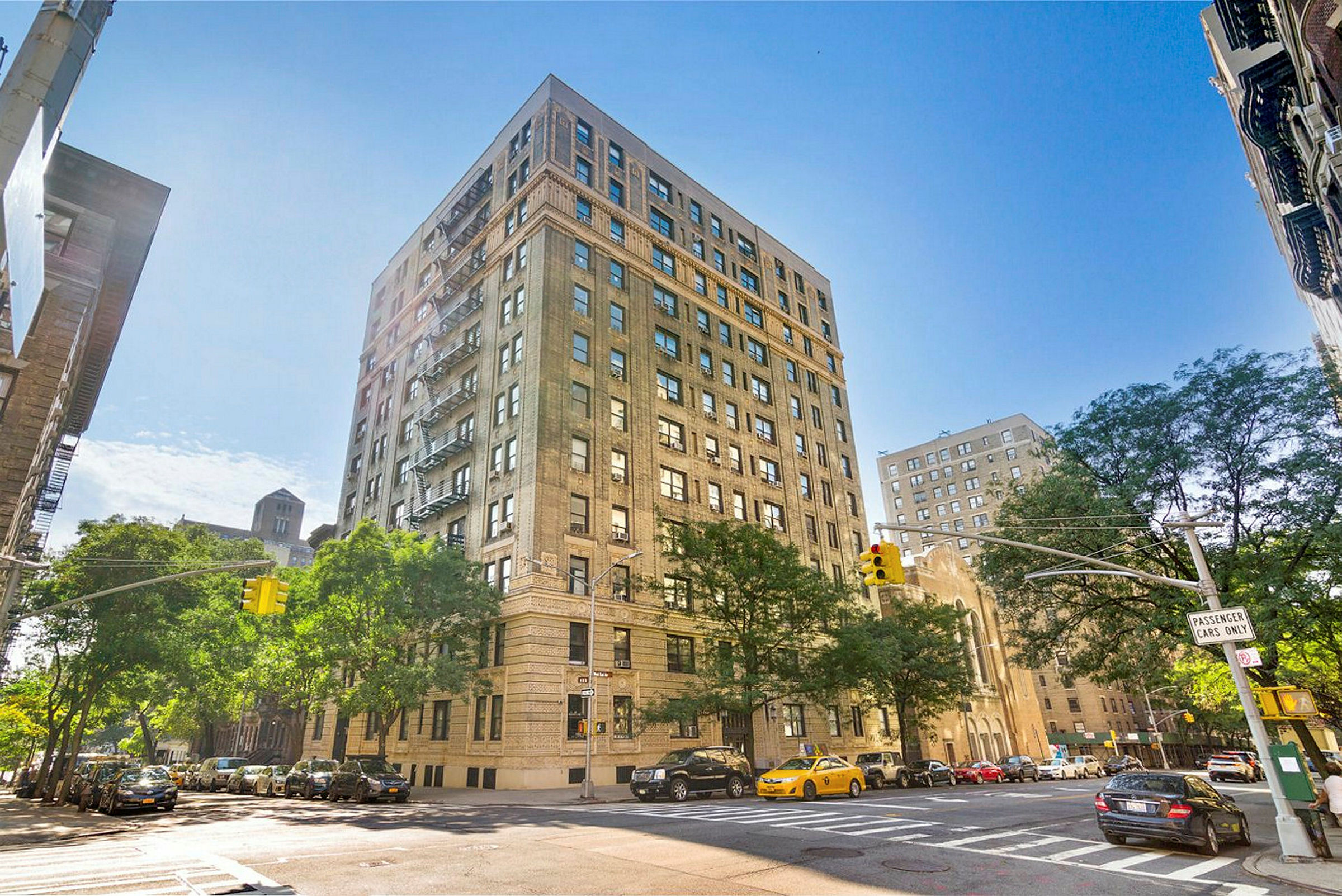
Житловий будинок Akelius у Нью-Йорку

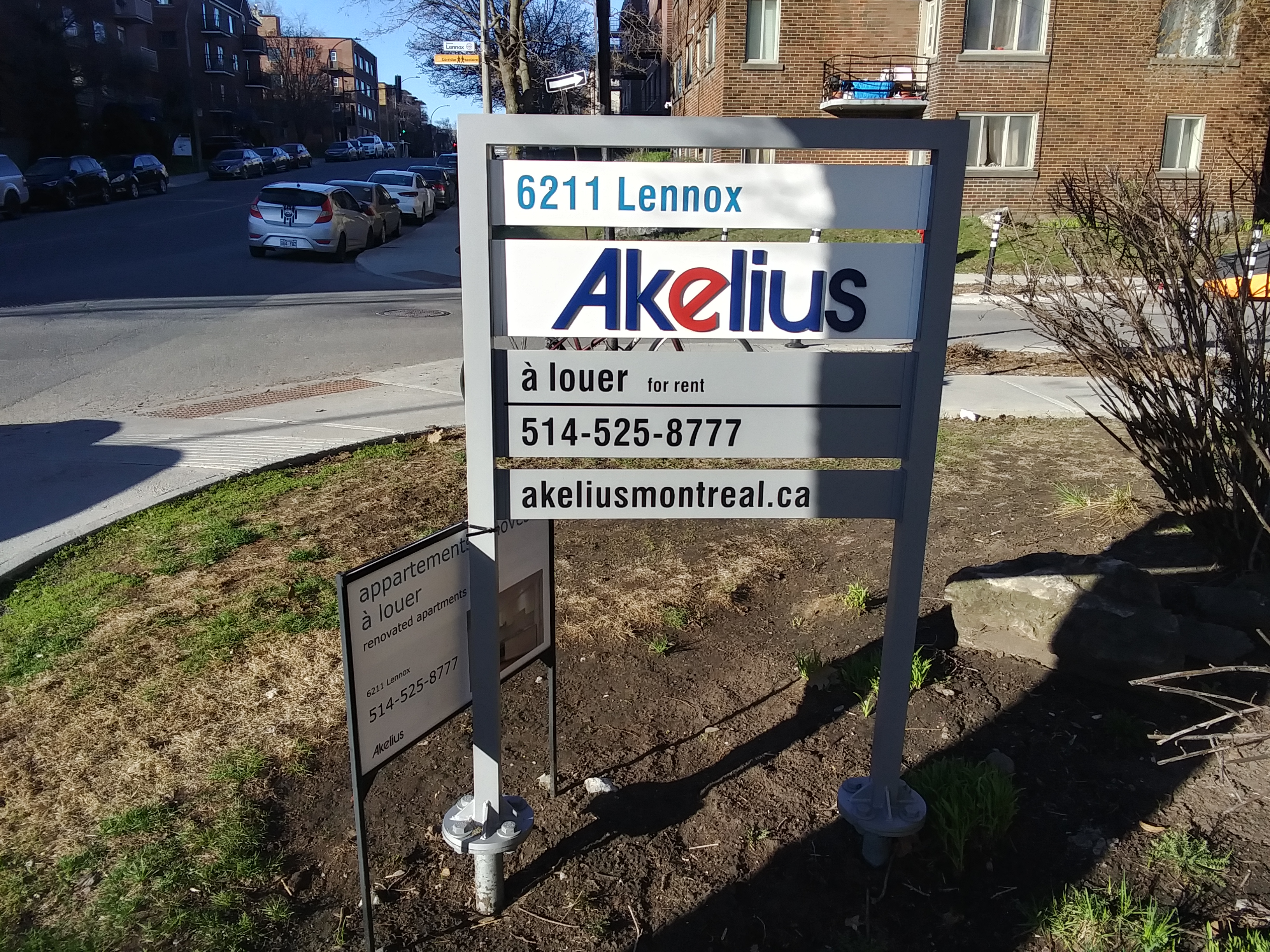
Рекламний банер Akelius щодо оренди житлових одиниць на Lennox і Van Horne у Монреалі

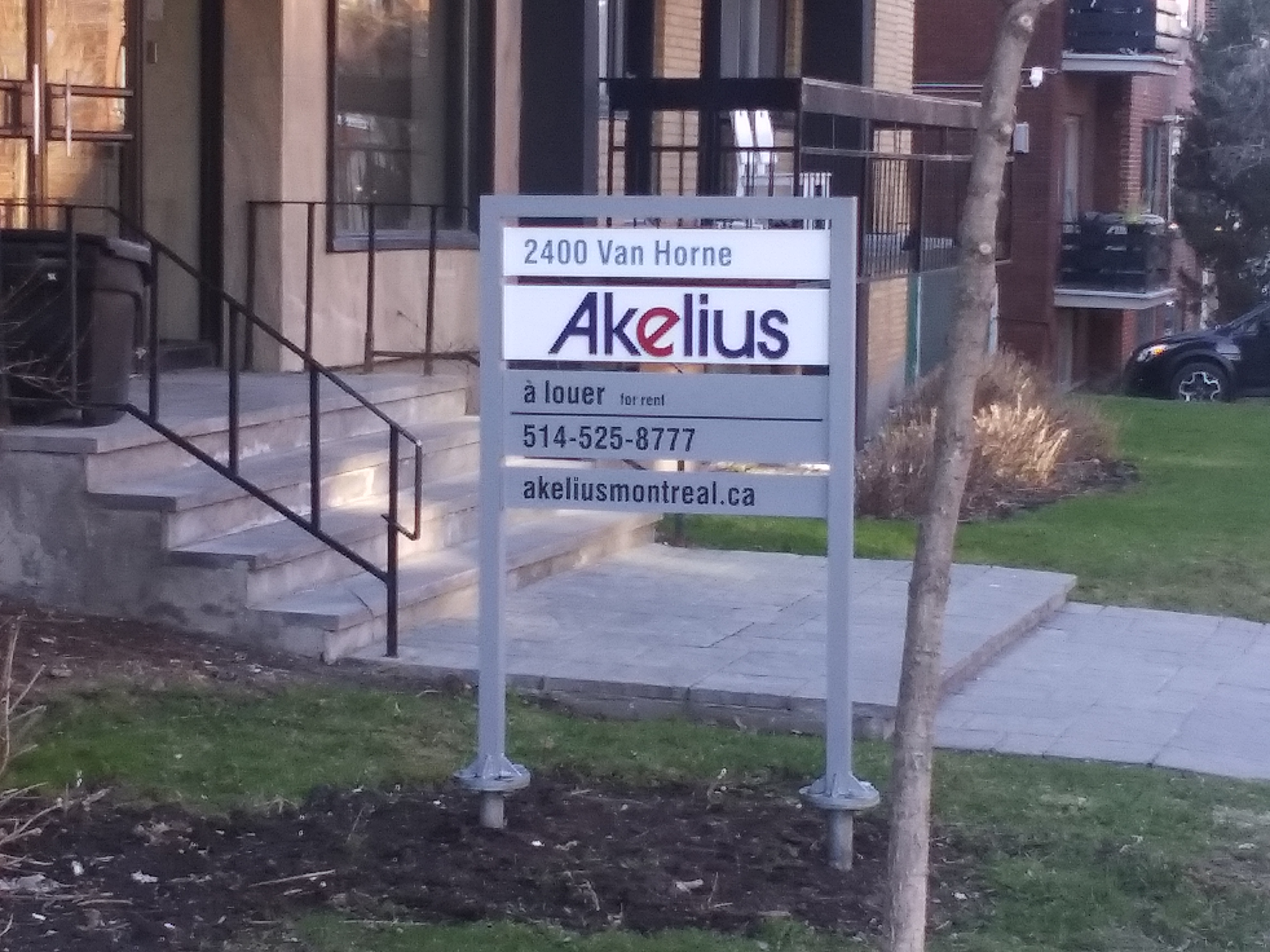
Рекламний банер Akelius щодо оренди житлових одиниць у будівлі на Van Horne у Монреалі

Akelius Residential Property AB (Akelius Fastigheter до весни 2014 року) — міжнародна компанія з управління житловою нерухомістю, зареєстрована у Швеції. Akelius Residential Property володіє дев'ятнадцятьма тисячами орендних квартир у Нью-Йорку, Бостоні, Вашингтоні, Остіні, Торонто, Монреалі, Оттаві, Квебеку, Парижі та Лондоні.
Основним акціонером Akelius Residential Property AB є Akelius Foundation, яка володіє 85 відсотками акцій. Засновник фонду — шведський бізнесмен Роґер Акеліус. Фонд зареєстрований як неприбуткова організація на Багамах. Фонд внесений до бази даних офшорних компаній ICIJ — Bahamas Leaks.
Компанія відреагувала на запровадження урядом Берліна обмежень на орендну плату в 2020 році, додавши до договорів оренди «тіньову орендну плату», яка в деяких випадках перевищувала заявлену в п'ять разів, і мала бути сплачена ретроспективно, якщо закон не буде підтриманий. Конституційний суд Німеччини визнав обмеження неконституційним у 2021 році, і Akelius заявила, що буде вимагати відшкодування цих коштів від орендарів. У відповідь уряд Берліна створив фонд у розмірі 10 мільйонів євро для надання безвідсоткових позик орендарям, які не могли сплатити борг.
У квітні 2020 року Рада ООН з прав людини звинуватила Akelius у порушенні прав людини. Спеціальний доповідач ООН щодо права на адекватне житло заявив, що компанія використовує виселення через ремонти, щоб обійти правила орендної плати, і залишала мешканців жити на небезпечних будівельних майданчиках без доступу до води або центрального опалення.
| Місто                     | Кількість житлових одиниць |
| ------------------------- | -------------------------- |
| Лондон                    | 2,228                      |
| Париж                     | 1,563                      |
| Торонто                   | 4,283                      |
| Монреаль                  | 4,076                      |
| Бостон                    | 1,029                      |
| Нью-Йорк                  | 1,745                      |
| Вашингтон, округ Колумбія | 2,610                      |
| Остін                     | 861                        |

## Історія
У 1994 році компанія придбала свою першу житлову нерухомість у Хельсінгборзі, Гетеборзі та Тролльгеттані. Компанія зазнала швидкого зростання у 2001 році, коли придбала нерухомість на суму 3 мільярди шведських крон. Akelius Residential Property AB придбала свою першу нерухомість за межами Швеції в Берліні та Гамбурзі у 2006 році. У 2007 році Роджер Акеліус передав свої акції Akelius Apartment Ltd до Фонду Акеліуса, який таким чином став основним власником компанії. Після зміни власника компанія продовжила розширюватися, придбавши нерухомість у Торонто, Лондоні, Парижі, Монреалі, Нью-Йорку, та Копенгагені. У 2021 році Akelius Residential Property AB продала всю свою нерухомість у Скандинавії та Німеччині, щоб зосередитися на інших ринках. Наприкінці 2021 та 2022 років компанія придбала свою першу нерухомість в Остіні, Квебек-Сіті, та Оттаві.

## Фонд Akelius
Основним акціонером Akelius Residential Property AB є Фонд Акеліуса з часткою 85 відсотків. Фонд Акеліуса є великим донором ЮНІСЕФ, «СОС Дитячі містечка» та інших благодійних організацій. Курси з мови та математики є частиною співпраці фонду з ЮНІСЕФ. Ці курси використовуються в таборах для біженців по всьому світу. 3 200 вчителів використовують курси Фонду Акеліуса через ЮНІСЕФ та УВКБ ООН.
Фонд Акеліуса пожертвував 125 мільйонів євро на користь ЮНІСЕФ, «СОС Дитячі містечка», «Лікарів без кордонів» та УВКБ ООН у період з 2017 по 2022 роки. Організація має довгострокові зобов'язання перед чотирма проєктами з «СОС Дитячі містечка». Кожен проєкт триває 25 років і отримав 100 мільйонів шведських крон.

### Допомога Україні
Після початку російського вторгнення в Україну у березні 2022 року фонд розпочав кампанію, щоб подвоїти всі шведські пожертви на користь ЮНІСЕФ та УВКБ ООН, зібравши 1,7 мільярда шведських крон, з яких фонд пожертвував 700 мільйонів. Фонд Акеліуса та ЮНІСЕФ співпрацювали над створенням цифрового курсу з вивчення мови від Фонду Акеліуса для допомоги українським дітям-біженцям у навчанні мов, інтеграції їх у національні освітні системи приймаючих країн.